# Bambus-Trichterling
Der Bambus-Trichterling (Paralepistopsis acromelalga, Syn.: Clitocybe acromelalga), auf englisch „poisonous bamboo mushroom“ (= Giftiger Bambuspilz) und japanisch „dokusasako“ (= Giftkind des Zwergbambus), ist ein Giftpilz aus der Familie der Ritterlingsverwandten.

## Merkmale
Beschreibung nach Moreau et al.:

### Makroskopische Merkmale
Der Pilz bildet Fruchtkörper mit Trichterlingshabitus aus, die einzeln oder in kleinen Gruppen wachsen.
Der Hut misst (1,2) 4–7 cm im Durchmesser, jung flach konvex geformt mit eingerolltem Hutrand, später  flach konkav mit sich erst spät aufrollendem Hutrand, aber von Beginn an in der Hutmitte abrupt trichterförmig vertieft bzw. genabelt; Nabel mit 1–3 cm Durchmesser und 3–9 mm Tiefe. Der Hut ist regelmäßig geformt und kreisrund bis hin zu unregelmäßig wellig bis flatterig. Die Huthaut ist hygrophan, glatt und glänzend wenn feucht, trocken matt und etwas samtig. Der Hut ist freudig gelborange gefärbt, in der Hutmitte mehr rotorange, zudem vor allem jung mit weißem Reif überzogen, der vor allem am Hutrand lange erhalten bleibt, sodass dieser weiß erscheint. Der Hut zeigt zur Hutmitte hin zudem bräunliche Wasserflecken. Der Hutrand ist etwas gerippt.
Die Lamellen sind blass orange gefärbt, herablaufend, sehr dicht stehend und selten gegabelt. Am Hurand zählt man bis zu 15 Lamellen (inkl. Lamelleten) pro cm. Die Lamellen sind nur ca. 2–3 mm breit und nicht vom Fleisch ablösbar.
Der Stiel misst 3–6,5 × 0,7–1,3 cm, ist an der Basis verjüngt, aber bei solitären Fruchtkörpern auch zur Basis hin etwas keulenförmig verdickt. Die Stieloberfläche ist oben wie der Hut bereift, weiter unten mit längsfaseriger Bekleidung. Das Basismyzel verklebt Bodenpartikel und Streu zu einem Ballen, der beim Aufnehmen des Fruchtkörpers mit der Stielbasis entnommen würde.
Das Fleisch ist dünn, im Hut bis 3 mm dick, weiß, direkt unter der Huthaut cremegelblich, direkt über den Lamellen falb ("Milchkaffee"). Das Fleisch der Stielrinde ist fester als das Hutfleisch und hier verwaschen rötlich gefärbt. Der Geruch ist deutlich, aromatisch-fruchtig. Der Geschmack ist erst etwas pilzig-bitterlich, aber auch an den Geschmack von Shiitake (Lentinula edodes) erinnernd, bald überdecken aber fruchtige Komponenten des Geruchs den Geschmack (aufgrund der sehr starken Giftigkeit wird von Geschmacksproben zur Bestimmung stark abgeraten!).
Das frische Sporenpulver ist weiß und inamyloid.

### Mikroskopische Merkmale
Die Sporen messen 3,2–4,2–5,1 × 2,6–3,2–3,7 µm, Qm = 1,32, Vm = 45 µm3. Sie sind eiförmig-ellipsoid bis fast kugelig, im Lichtmikroskop glatt, mit abgestutztem Apiculus, der bis 0,5 µm lang ist. Die Sporenwand ist etwas dickwandig, lichtoptisch zweischichtig, die innere Wandschicht nicht cyanophil, die äußere sehr dünn, schwach cyanophil, das Sporenplasma wiederum schwach cyanophil. Die Sporen enthalten meist nur einem Öltröpfchen und sind farblos-hyalin, meist einkernig, seltener auch zweikernig
Die Basidien sind meist viersporig, 18–30 × 4,5–5,5 µm, zylindrisch bis leicht keulenförmig, an der Basis verjüngt, mit Basalschnalle. Die Sterigmen sind 3–4 µm lang.
Die Pleuro- und Cheilozystiden sind wenig differenziert, sehr zerstreut, eher als cystidenartige Zellen zu bezeichnen, die sich wenig gegen junge Basidien abheben, aber manchmal etwas fusiform bis mehrfach gewunden sind und dann eher auffallen.
Die Stielbekleidung zeigt zur Stielspitze hin cystidenartige, rechtwinklig zur Oberfläche abstehende, etwas irregulär gewundene, teils auch verzweigte Zellen.
Das Subhymenium ist aus nur wenig verzweigten Hyphen aufgebaut.
Die Hutdeckschicht ist als dünne Cutis aus 2–5 (–7) µm dicken, geraden bis verzweigten, teils auch etwas unregelmäßig geformten Hyphen ausgeprägt. Die Endzellen sind apikal abgerundet, die auch angedeutet keulenförmig, aber auch gewunden und verzweigt bis fast etwas koralloid. Die Hutdeckschicht ist stellenweise auch ein Ixotrichoderm, welches aber bald zu einer Cutis kollabiert. Die Subcutis ist sehr dünn, wenig differenziert und ist nur 15–30 µm dick. Sie besteht aus schmalen, 3,5–5 µm breiten Hyphen.
Die Huttrama ist aus breiteren, 15–30 µm breiten Hyphen aufgebaut.
Pigmente sind sowohl parietal als auch intrazellulär vorhanden. Das parietale Pigment ist durchgehend gelb, teils auch an der Zellwand fein inkrustiert. Das intrazelluläres Pigment ist goldgelb, befindet sich in den Hyphen der Hutdeckschicht und Subcutis uns ist in KOH 5 % löslich.
Schnallen sind in allen Geflechten regelmäßig vorhanden.

## Artabgrenzung
In Europa tritt mit dem Parfümierten Trichterling (Paralepistopsis amoenolens) eine sehr ähnliche Art auf, die aber aufgrund des unterschiedlichen Verbreitungsareals kaum verwechselt werden dürfte. Der parfümierte Trichterling unterscheidet sich im Zweifel durch das aus auffallend verzweigten Hyphen aufgebaute Subhymenium, gelb pigmentierte Hyphen in der Fruchtkörpertrama (beim Bambus-Trichterling nur in der Hutdeckschicht) und etwas größere Sporen.
Der Bambus-Trichterling sieht Vertretern der Gattung Paralepista, wie z. B. dem Wasserfleckigen und dem Fuchsigen Trichterling (Paralepista gilva, P. flaccida) ähnlich und wurde daher früher innerhalb der Gattung der Trichterlinge, in die er eingeordnet wurde, in die Sektion Clitocybe sect. Gilvaeoideae gestellt. Von Vertretern der Gattung Paralepista unterscheidet er sich durch das weiße und nie rötliche Pilzgeflecht im Boden und mikroskopisch durch die nie warzigen Sporen.
Er kann zudem mit Speisepilzen aus der Gattung Hallimasche verwechselt werden. Von diesen unterscheidet er sich durch das Fehlen einer Stielmanschette, das gruppenartige und niemals büschelig oder auf Holz erfolgende Wachstum.

## Ökologie
Der Bambus-Trichterling wächst in Japan und (seltener) in Korea, häufig unter oder in der Nähe von Bambus, seltener in Nadelwäldern.

## Toxikologie
| Die Acromelsäuren |
| ----------------- |
| Acromelsäure A    |
| Acromelsäure B    |

Der Bambus-Trichterling wurde 1918 vom japanischen Arzt Tsutsumi Ichimura erstbeschrieben und als giftig erkannt. Durch das enthaltene Toxin Acromelsäure löst der Verzehr des Bambus-Trichterlings das Acromelalga-Syndrom aus, eine sehr schmerzhafte, bisweilen tödliche Pilzvergiftung. Aufgrund der bis zu einer Woche dauernden Latenzzeit wird der Pilz häufig nicht oder zu spät als Ursache der Beschwerden erkannt.
Ichimuras Erkenntnisse machten es zudem möglich, 1996 den in Nordwestafrika und Südwesteuropa auftretenden Parfümierten Trichterling als zweiten acromelsäurehaltigen Giftpilz zu identifizieren.